# Kim Gevaert
Kim Gevaert, belgijska atletinja, * 5. avgust 1978, Leuven, Belgija.
Nastopila je na poletnih olimpijskih igrah v letih 2004 in 2008, ko je osvojila naslov olimpijske prvakinje v štafeti 4x100 m, leta 2004 je bila v tej disciplini in v teku na 200 m šesta. Na svetovnih prvenstvih je osvojila bronasto medaljo v štafeti 4x100 m leta 2007, na svetovnih dvoranskih prvenstvih srebrno in bronasto medaljo v teku na 60 m, na evropskih prvenstvih je leta 2006 osvojila zlato in srebrno medaljo v teku na 100 m in 200 m, leta 2002 pa srebrni medalji v istih disciplinah, na evropskih dvoranskih prvenstvih pa tri zlate medalje v teku na 60 m.